# 3DX槍口制退器
3DX是第一款以3D打印技術製成的金屬製槍口制退器，兼第一款於槍械以上使用的3D打印製成的金屬部件。它可安裝在具有高度可定制性的AR-15自動步槍以上使用。該設計大約於2013年7月公佈。目前尚未知悉用於打印該制退器的3D打印機的型號，但它是以Sintercore（一間武器生產的創業公司）的直接金屬激光燒結（DMLS）技術所打印出來。它被設計用於控制發射.223 Remington（5.56×45毫米北約）口徑的手槍化AR-15型號（如奧林匹克OA-93）的後座力和槍口上揚。Aintertik由Sintercore改稱為3DX。
它採用英高鎳合金材料所製成，截至2014年，該公司以每件約$300的價格出售。

## 規格

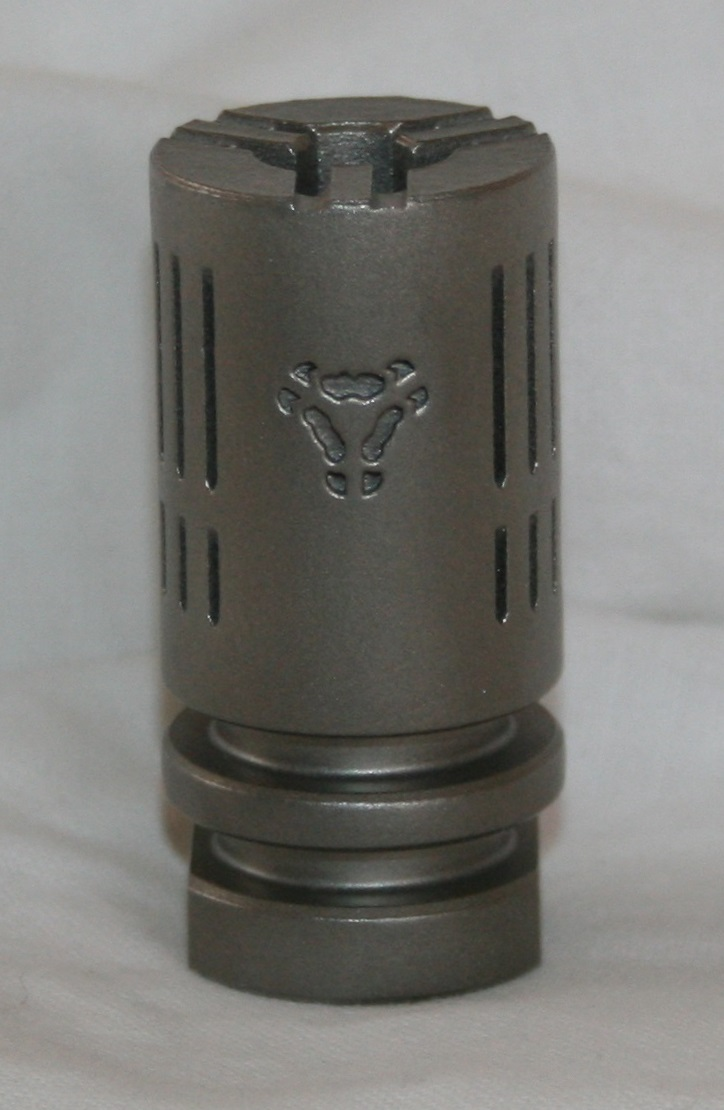
早期型Sintercore 3DX（尚未塗上後續的迭代中加上的离子键鑽石黑表面塗層）。

3DX是第一款可於商業市場銷售的3D打印機製成的槍口制退器，具有半自動和全自動射擊時的槍口控制功能。它採用100％純英高鎳高温合金結構和离子键鑽石黑表面塗層。用於5.56×45毫米北約及.223 Remington口徑和較兩者小的口徑的該制退器的螺紋為1⁄2"×28 RH。制動器還配備了安裝說明和防撞墊圈。

## 表現
在半自動射擊測試期間，它承受了多達7,900發子彈。在全自動測試期間，發射了全部10個彈匣、62格令綠色尖頭5.56毫米子彈，而並沒有發生任何的問題。
Thefirearmblog曾主辦一場實驗，在第1、第6和第12個月測試該附件以後，使用USB顯微鏡作內部檢查。他倆聲稱，這一年間沒有“明顯的表現差異，射擊時並沒有需要說出來的槍口上揚，也沒有需要增加相關報告”。

## 美軍的興趣
位於麥克迪爾空軍基地的美国特种作战司令部（USSOCOM）科學及技術局邀請Sintercore的所有者尼爾·布雷斯（Neal Brace）示範其新命名的3DX槍口制退器，期望可供其裝備了“裝有13英寸槍管與200發彈藥的阿瑞斯防務AMG-1和AMG-2彈鏈供彈式輕机枪”的精銳部隊所使用。2014年8月5日，特種作戰部隊在封閉的範圍以內進行測試。所有測試均使用阿瑞斯AMG-1和AMG-2來進行。